# Xã Hilton, Quận Ward, Bắc Dakota
Xã Hilton (tiếng Anh: Hilton Township) là một xã thuộc quận Ward, tiểu bang Bắc Dakota, Hoa Kỳ. Năm 2010, dân số của xã này là 53 người.